# Pardosa lurida
Pardosa lurida là một loài nhện trong họ Lycosidae.
Loài này thuộc chi Pardosa. Pardosa lurida được Carl Friedrich Roewer miêu tả năm 1959.